# Kröd Mändoon and the Flaming Sword of Fire
Krod Mandoon and the Flaming Sword of Fire (Krod Mandoon et l'épée de feu flamboyante) est une série télévisée américano-britannique de fantasy en 6 épisodes de 28 minutes créée par Peter A. Knight et diffusée du 9 avril 2009 au 7 mai 2009 sur Comedy Central aux États-Unis et du 11 juin 2009 au 6 juillet 2009 sur BBC Two.
En août 2009, la série a prétendu être arrêtée après que Comedy Central s'est retirée de la production mais la BBC a transmis que la série pourrait avoir une deuxième saison si elle trouvait un nouveau producteur. 
Cette série est inédite dans les pays francophones.

## Synopsis
Cette série, située dans un univers de fantasy médiéval, suit les aventures de Krod Mandoon et de son groupe de compagnons dans leur lutte pour la Résistance contre l'Empire Markonien, et l'un de ses représentants, le fantasque mais maléfique Chancelier Dongalor et son conseiller/confident Barnabus.

## Distribution
- Sean Maguire : Krödford J. (Kröd) Mändoon
- Matt Lucas : Dongalor, Chancelier lâche mais cruel de la province Hessemeel, ayant une animosité particulière contre Kröd Mändoon.
- Alex MacQueen: Barnabus, conseiller et confident de Dongalor

Les compagnons de Kröd
- India de Beaufort : Aneka, une vierge Païenne et petite amie de Kröd
- Steve Speirs : Loquasto, serviteur Grobble de Kröd Mandönn.
- Kevin Hart : Zezelryck, jeune sorcier qui n'a aucun pouvoir mais connaît la science et la chimie.
- Marques Ray : Bruce, amant du Général Arcadius qui rejoint le groupe à la fin de l'épisode 1

Personnages secondaires
- - Roger Allam : Général Arcadius, un des chefs de la Résistance et mentor de Kröd Mandönn
  - James Murray : Ralph Longshaft, leader charismatique de la Résistance
  - John Rhys-Davies : Grimshank, bras droit de Longshaft et puissant sorcier

## Épisodes
1. titre français inconnu (Wench Trouble)
2. titre français inconnu (Golden Powers)
3. titre français inconnu (Our Bounties Ourselves)
4. titre français inconnu (O Biclops, Where Art Thou?)
5. titre français inconnu (Succubi: The Dawn's Early Light)
6. titre français inconnu (Thrilla in the Villa)

## Univers de la série
L'Empire Markonien, dirigé par Xanus, règne sur une large partie du territoire de manière tyrannique grâce à ses soldats, les Myrmidons. Il assoit son autorité avec les Chanceliers, qui dirigent les provinces. Dongalor est ainsi Chancelier de la petite province Hessemeel.
La Résistance s'organise par petits noyaux d'individus ; l'un de ces groupes étant dirigés par le Général Arcadius, mentor de Kröd. Un autre leader est Ralph Longshaft, secondé par le sorcier Grimshank qui font tous deux partie du CER (Conseil d'élite de la Résistance)
Dans cet univers, la race dominante est l'humain mais il semble exister d'autres races intelligentes comme les Grobbles, ressemblant à un croisement entre un cochon et un farfadet, des cyclopes, des succubes
Pour ce qui est de la magie, elle est bien réelle mais semble plutôt rare, le seul véritable sorcier de la série étant Grimshank.
Il existe par contre de puissantes reliques comme l’Œil de Gulga Grymna et l’Épée de Kröd